# Valdivia (Badajoz)
Pour les articles homonymes, voir Valdivia (homonymie).
Valdivia est une localité espagnole de la commune de Villanueva de la Serena, dans la province de Badajoz en Estrémadure.
Elle compte 1 905 habitants en 2013[réf. souhaitée]. 

## Géographie
Valvidia s'étend à 274 m d'altitude entre le fleuve Guadiana et la rivière Gargáligas
Située à 16 km du centre ville de Villanueva de la Serena et desservie directement par la route nationale N430 Santa Amalia-Ciudad Real, Valdivia est considérée comme un centre de service important dans le secteur entre Santa Amalia, Guadalupe et Herrera del Duque[réf. souhaitée].
Dépendant du district judiciaire de Villanueva de la Serena dans la comarque Vegas Altas (es), elle fait partie du territoire communal de Villanueva de la Serena mais son statut particulier (en espagnol : entidad local menor) lui confère une personnalité juridique propre ainsi qu'une autonomie financière et politique partielle au sein de la commune.
La culture des arbres fruitiers occupe une grande partie des terres. Les fruits sont commercialisés en Espagne et plus largement dans des pays européens (notamment au Portugal et en Italie) voire américains (par exemple au Brésil).

## Histoire
Valdivia a été, dans les années 1950, la première et la plus grande ville de peuplement du plan Badajoz (es). Créée par une ordonnance de 1952, la ville tient son nom du conquistador Pedro de Valdivia. Le plan prévoyait quelque 360 maisons dont 34 ont été livrées en 1953 mais c'est en 1956 que Francisco Franco inaugure officiellement la ville nouvelle[réf. souhaitée].
Valdivia acquiert le statut d'entidad local menor (es) en août 1957.
Le processus de scission commencé [Quand ?] pourrait à l'avenir transformer Valdivia en commune à part entière[réf. souhaitée].

## Points d'intérêt
L'évènement culturel le plus important de l'année est le carnaval de Valdivia, organisé en 2020 au mois de février. Il commence traditionnellement un samedi, en février ou mars, par un défilé en costumes, et se termine le lundi suivant par l'enterrement de la sardine et une distribution de café et de bonbons.
Valdivia a d'autres traditions telles que :
- les processions organisées à l'occasion de la semaine sainte et de Pâques, prolongées par un pèlerinage au « moulin de Matan » le lundi de Pâques ;
- la fête du saint patron de la localité, Isidore le Laboureur, le 15 mai ;
- la fête Agosto Popular, début août, qui accueille principalement les émigrés revenus pour l'été dans leur ville natale ;
- la fête de l'Estrémadure célébrée le 8 septembre en l'honneur de la Vierge de Guadalupe, patronne de l'Estrémadure ;
- après les fêtes de Noël et de fin d'année, le défilé de chars qui a lieu dans la soirée du 5 janvier, veille de  l'Épiphanie.

L'architecture des années 1950 et les vieux arbres ont malheureusement pratiquement disparu mais on trouve encore à Valdivia
la promenade dite « Le mur »,
des coins de pêche sportive sur le Guadiana et
une ancienne zone de loisirs maintenant à l'abandon au lieu-dit « La Tabla »  sur la rivière Gargáligas.